# Дубовицы (Старорусский район)
Дубовицы — деревня в Старорусском районе Новгородской области России. Входит в состав городского поселения Старая Русса.

## География
Деревня находится в центральной части Новгородской области, в зоне хвойно-широколиственных лесов, в пределах Приильменской низменности, на расстоянии менее одного километра к северо-северо-западу от города Старая Русса, административного центра района.

### Климат
Климат района характеризуется как умеренно континентальный, влажный, с нежарким коротким летом и умеренно холодной зимой. Среднегодовая многолетняя температура воздуха составляет 3,7 °С. Средняя многолетняя температура самого холодного месяца (января) составляет −8,7 — −7,9 °С; самого тёплого месяца (июля) — 16,9 — 17,8 °C. Безморозный период длится 125—130 дней. Продолжительность периода активной вегетации растений (со среднесуточной температурой воздуха выше 10 °C) составляет 115—130 дней. Среднегодовое количество атмосферных осадков — 550—600 мм, из которых большая часть выпадает в тёплый период. Снежный покров держится в течение 140 дней.

### Часовой пояс
Деревня Дубовицы, как и вся Новгородская область, находится в часовой зоне МСК (московское время). Смещение применяемого времени относительно UTC составляет +3:00.

## Население
| 2010 |
| ---- |
| 1107 |

Согласно результатам переписи 2002 года, в национальной структуре населения русские составляли 98 % из 1293 чел.

## Инфраструктура
В деревне одиннадцать улиц. В деревне есть хлебзавод, детский садик "Ручеек", есть отделение ЖКХ.

## Достопримечательности
Братская могила, долговременная огневая точка времен второй мировой войны.